# 刘钢民
刘钢民（1921年—2000年），男，陕西韩城人，中华人民共和国政治人物，曾任中共陕西省委统战部部长，陕西省政协副主席。